# Marble Madness
Marble Madness est un jeu vidéo créé par Atari Games, sorti en 1984 sur borne d'arcade. Le jeu a été conçu et programmé par Mark Cerny.
Le joueur contrôle une bille dans des décors accidentés et jonchés d'obstacles et le but du jeu est de rallier une ligne d'arrivée avant la fin du temps imparti. Marble Madness est un classique du jeu d'arcade. Il a connu un succès commercial et fut adapté à partir de 1986 sur divers ordinateurs personnels et consoles de jeu. Il inspirera de nombreux jeux d'adresse comme Super Monkey Ball.

## Système de jeu
Le principe du jeu est simple : le joueur manie une bille qu'il doit amener d'un point de départ vers un point d'arrivée avant la fin du temps imparti. Dans la version arcade, le joueur contrôle la bille à l'aide d'une trackball.
L'aire de jeu est représentée en perspective isométrique avec des effets d'optique tels ceux décrits par M. C. Escher. Le parcours présente divers obstacles mobiles ou fixes, tels que des flaques chimiques dissolvant la bille, des vers mangeurs, des billes noires cherchant à barrer le passage, des zones glissantes, des tremplins, etc. Le jeu innove par la reproduction avec une grande exactitude de la physique des déplacements et des trajectoires de balle.« Je pense que l’utilisation des lois de la physique était par contre totalement inédite à l’époque » Marc Cerny.
Marble Madness propose six niveaux : Practice, Beginner, Intermediate, Aerial, Silly et Ultimate. Le temps restant à la fin du niveau est ajouté au temps imparti du niveau suivant. Le jeu demande un certain entraînement avant de pouvoir véritablement maîtriser le maniement de la bille qui reproduit assez bien l'effet d'inertie. Réussir les six niveaux prend moins de cinq minutes, mais le défi est particulièrement relevé.
Il est possible de jouer à deux joueurs simultanément, chacun contrôlant sa propre bille.

## Développement
Marble Madness est conçu et programmé par Mark Cerny, alors âgé de 19 ans, et Bob Flanagan. Le projet débute en avril 1984. La petite équipe est menée par Rusty Dawe. Pour la conception, Mark Cerny s'inspire du minigolf, du jeu de course et des travaux de M. C. Escher.
Marble Madness est le premier jeu qui fonctionne sur le système d'arcade 16-bit Atari System I, basé sur un processeur Motorola 68010.  Les six musiques et les effets sonores sont composées par Brad Fuller et Hal Canon. Les musiques sont générées en temps réel par la puce sonore Yamaha YM2151 et se synchronise à la progression. C'est l'un des premiers jeux d'arcade à bénéficier d'un son stéréo.

## Conversions
Marble Madness est disponible sur une vingtaine d'ordinateurs personnels et consoles différents. Suivant le système, le jeu peut se jouer au clavier, au joystick, à la manette, à la souris ou à la trackball.
Plusieurs éditeurs se sont partagé les droits d'adaptation. Electronic Arts a commercialisé le jeu sur Amiga, Apple II, Commodore 64, PC (1986), Apple IIgs, Atari ST (1988) et Mega Drive (1991). Melbourne House a édité le jeu sur Amstrad CPC et ZX Spectrum (1986) : ces versions sont titrées Marble Madness Construction Set et implémentent un éditeur de niveau. Milton Bradley a édité la version Nintendo Entertainment System (1989), adaptée par le studio Rare. Mindscape a édité le jeu sur Game Boy (1991). Tengen a commercialisé le jeu sur FM Towns, X68000 (1991), Game Gear et Master System (1992). Midway Games a édité le jeu sur Game Boy Color (1999).
Le jeu original est émulé sur PlayStation et PC (sous Windows) dans la compilation Arcade's Greatest Hits (1998) et sur GameCube, PC, PlayStation 2, PSP et Xbox dans la  compilation Midway Arcade Treasures (2003-2005). La Game Boy Advance a également accueilli une conversion en 2005 (proposée en pack avec Klax).

## Réception et postérité
Les versions familiales ont globalement été bien accueillies par la presse, bénéficiant de la notoriété du jeu d'arcade. Ces adaptations peinent cependant à reproduire les sensations du jeu d'arcade, qui se joue à la trackball, un type de contrôleur peu répandu sur systèmes familiaux. La souris permet un contrôle analogique mais n'est pas supportée par toutes les machines de l'époque. La version sur l'ordinateur 16-bit Amiga, adaptée par Larry Reed, est considérée comme l'une des meilleures adaptations de jeu d'arcade en date (c'est l'une des premières killer app de l'Amiga 1000),. Le jeu est élu « meilleur jeu de l'année 1987 » par le magazine Tilt.
En 1991, Atari Games a testé une suite, Marble Madness 2: Marble Man, développée par Bob Flanagan, mais le projet a été abandonné. Parmi les influences de Marble Madness, on peut citer Gyroscope (1985), Spindizzy (1986), Super Monkey Ball (2000), Ballance, Hamsterball (2004) et Archer Maclean's Mercury (2005).
Stan Szczepanski détient le record officiel sur le jeu avec 187 880 points.